# خیزاب (خمین)
خیزآب (خمین)، روستایی از توابع بخش مرکزی شهرستان خمین در استان مرکزی ایران است.

## جمعیت
این روستا در دهستان حمزه لو قرار دارد و براساس سرشماری مرکز آمار ایران در سال ۱۳۸۵، جمعیت آن ۱۰۶ نفر (۳۵خانوار) بوده‌است.

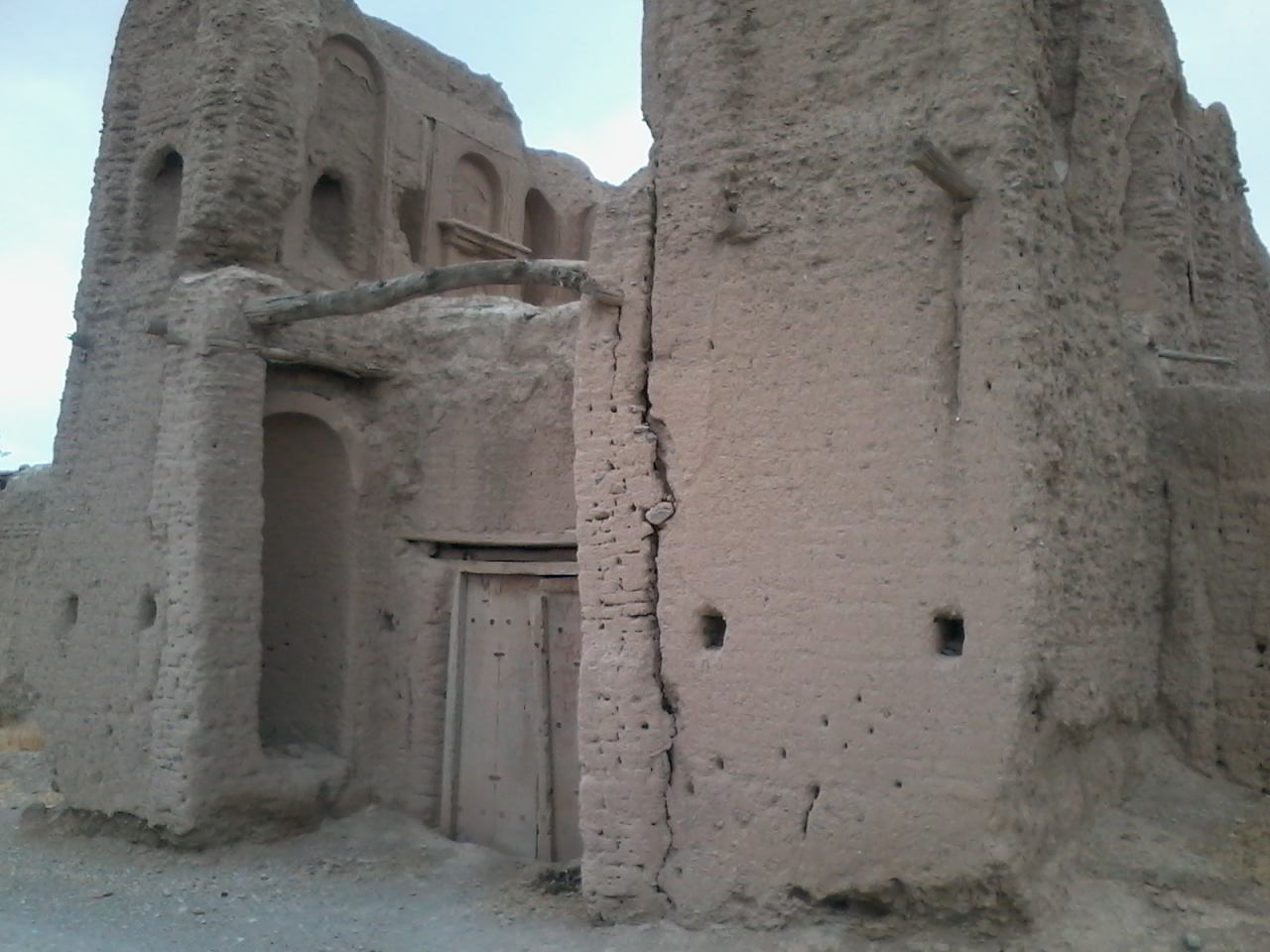

[[]]